# Unsere Liebe Frau im Walde-St. Felix
Unsere Liebe Frau im Walde-St. Felix (italienisch Senale-San Felice) ist eine italienische Gemeinde mit 787 Einwohnern (Stand 31. Dezember 2023) in Südtirol. Sie befindet sich südlich des Gampenpasses im oberen Nonstal und ist eine seiner drei deutschsprachigen Gemeinden, die zusammenfassend als Deutschnonsberg bezeichnet werden.

## Geografie

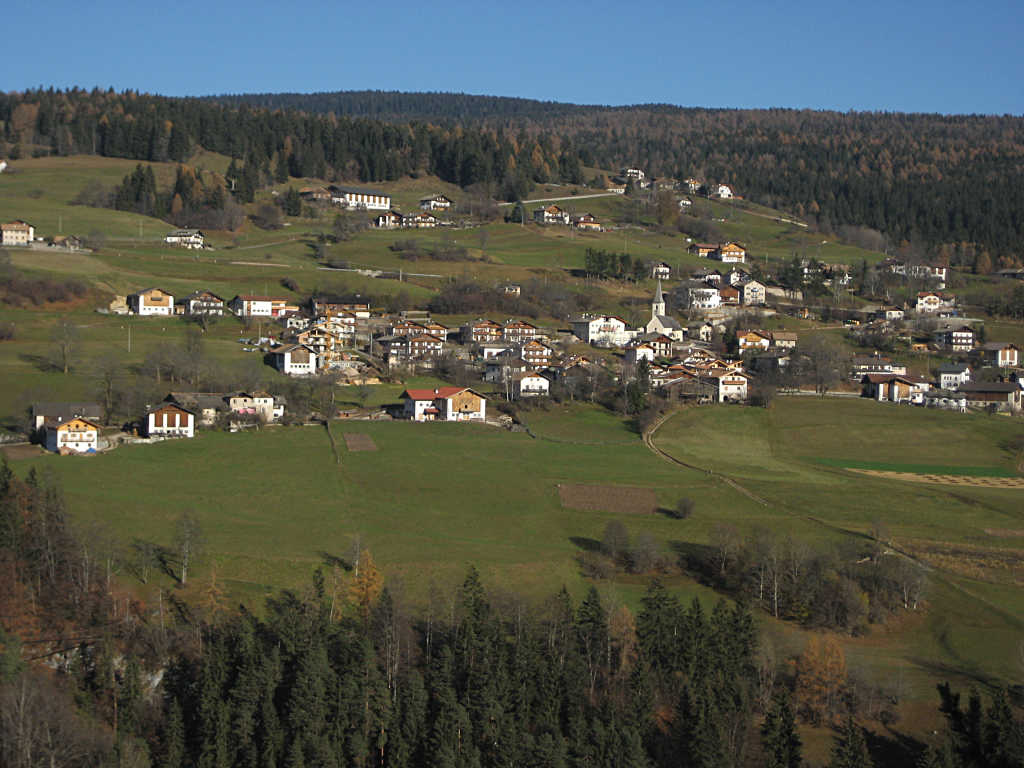
Blick auf St. Felix

Die Gemeinde Unsere Liebe Frau im Walde-St. Felix befindet sich im obersten Nonstal, genauer am Deutschnonsberg, wie der deutschsprachige und deshalb zu Südtirol gehörende Bereich der ansonsten italienischsprachigen Talschaft genannt wird. Die Südgrenze der Gemeinde ist gleichzeitig die Provinzgrenze zum Trentino. Die beiden Dörfer Unsere Liebe Frau im Walde (1350 m) und St. Felix (1250 m; Sitz der Gemeindeverwaltung) liegen an den Hängen der Nonsberggruppe unterhalb des Gampenpasses (1518 m), der einen Übergang ins Etschtal vermittelt. Im Nordwesten findet das Gemeindegebiet am Laugen (2434 m) seinen höchsten Punkt; im Osten erreicht es die dicht bewaldeten nördlichen Ausläufer des Mendelkamms. Dort befindet sich auch der Felixer Weiher (1604 m).

## Geschichte

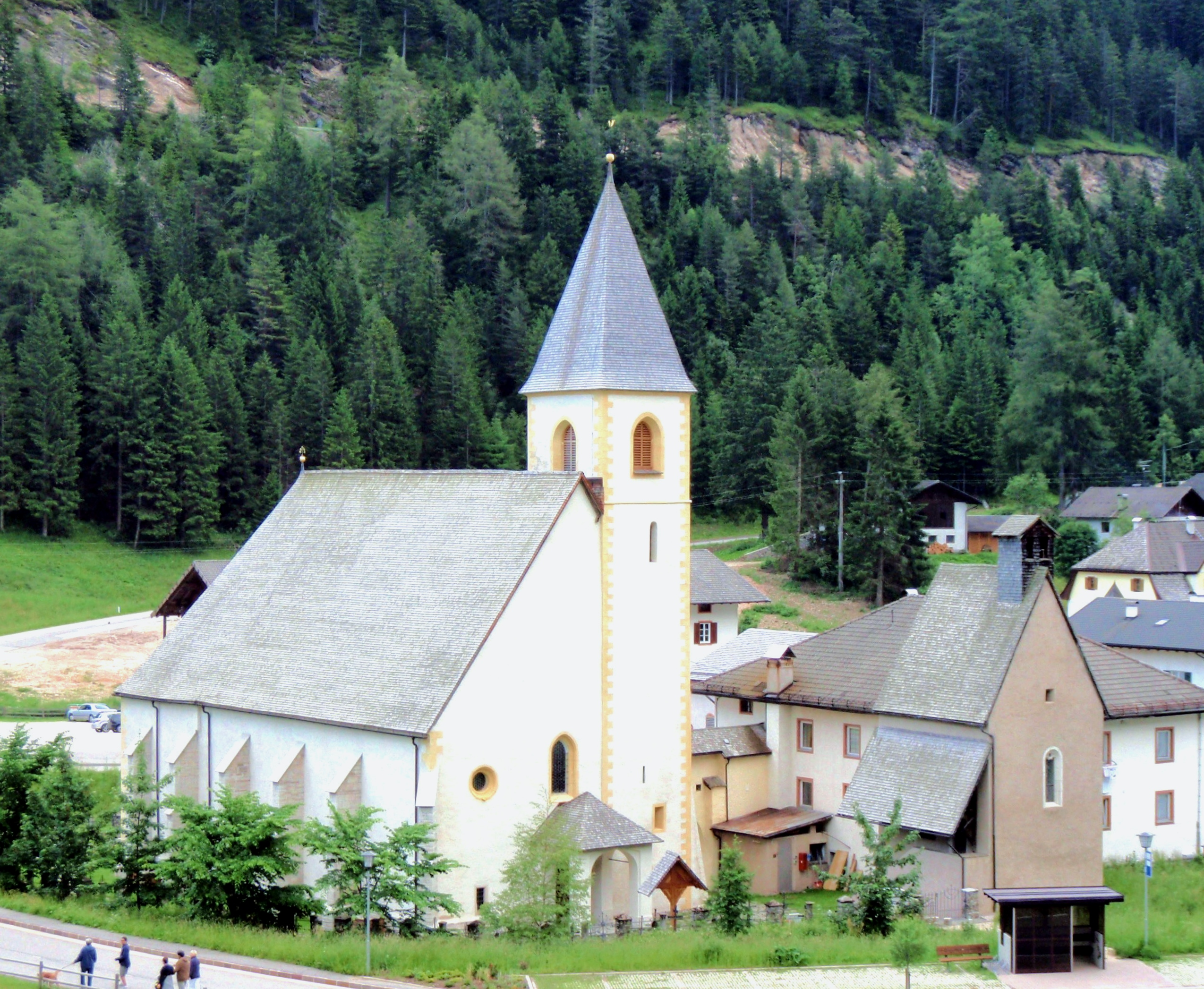
Blick auf Unsere Liebe Frau im Walde

Am Felixer Weiher wurden Spuren von saisonaler Besiedlung aus der Urgeschichte gefunden. Auf den östlichen Berghängen der Oberen Inneren südlich des Gampenjochs wurden Streufunde aus der Antike gefunden. 
Unsere Liebe Frau im Walde und St. Felix liegen an einer bereits im Mittelalter bezeugten Verkehrslinie, die das Meraner Burggrafenamt über das Gampenjoch mit dem Nonsberg verbindet und zugleich als Sekundärroute der Etschtallinie fungierte. Auf diese frühere Transitbedeutung ist auch die Wallfahrtskirche von Unserer Lieben Frau mit ihrem ehemaligen Hospital zurückzuführen. Jurisdiktionsmäßig waren beide Orte während Mittelalter und Früher Neuzeit dem Landgericht Castelfondo zugeteilt.
Beide Orte gehörten bis zum Ende des Ersten Weltkriegs zur Grafschaft Tirol und damit zu Österreich-Ungarn. Mit dem Vertrag von Saint-Germain kamen beide Dörfer 1920 zusammen mit dem Großteil Tirols südlich des Alpenhauptkamms zu Italien. Als 1927 auf diesen ehemals österreichischen Gebieten die beiden Provinzen Bozen und Trient entstanden, wurden Unsere Liebe Frau im Walde und St. Felix wie auch die anderen Gemeinden des Deutschnonsbergs der mehrheitlich italienischsprachigen Provinz Trient zugeschlagen. Im Zuge der faschistischen Gemeindereform wurden die beiden Gemeinden im Jahr darauf aufgelöst und als Fraktionen nach Fondo eingemeindet. Erst 1948 wurden beide Dörfer in die Provinz Bozen bzw. nach Südtirol eingegliedert, wo sie 1974 zu einer gemeinsamen Gemeinde zusammengeschlossen wurden.
Die Anthropologen John W. Cole und Eric R. Wolf verglichen in ihrem 1974 erschienenen Werk The Hidden Frontier: Ecology and Ethnicity in an Alpine Valley das deutschsprachige St. Felix mit dem italienischsprachigen Tret (heute Teil der Gemeinde Borgo d’Anaunia). Sie fanden ganz bedeutende kulturelle und architektonische Unterschiede, obwohl die beiden Dörfer nur 1,6 Kilometer auseinander liegen und dieselben ökologischen Voraussetzungen haben. Sie stellten die beiden Dörfer als Beispiele für das germanische Europa einerseits und das romanische Europa andrerseits dar.

## Politik

### Bürgermeister
Bürgermeister seit 1974:
- Johann Weiss: 1974–1990
- Josef Weiss: 1990–1993
- Waltraud Kofler: 1994–2010
- Patrik Ausserer: 2010–2016
- Gabriela Kofler: seit 2017

### Gemeindepartnerschaften
- Weidenberg (Deutschland), seit 1976
- Sankt Martin am Wöllmißberg (Österreich)

## Bevölkerung

### Sprachgruppen
Unsere Liebe Frau im Walde-St. Felix ist gemäß den erhobenen Sprachgruppenzugehörigkeitserklärungen bzw. Sprachgruppenzuordnungserklärungen eine weitgehend deutschsprachige Gemeinde. Als Berechnungsgrundlage der folgenden Prozentwerte wurden die gültigen Erklärungen von Personen mit italienischer Staatsbürgerschaft herangezogen.
| Sprache     | 1981    | 1991    | 2001    | 2011    | 2024    |
| ----------- | ------- | ------- | ------- | ------- | ------- |
| Deutsch     | 98,15 % | 98,55 % | 97,78 % | 98,95 % | 97,42 % |
| Italienisch | 1,85 %  | 1,30 %  | 2,22 %  | 1,05 %  | 2,44 %  |
| Ladinisch   | 0,00 %  | 0,14 %  | 0,00 %  | 0,00 %  | 0,14 %  |

## Bildung
In der Gemeinde gibt es Bildungseinrichtungen für die deutsche Sprachgruppe. Zu diesen gehören zwei Grundschulen (in St. Felix und Unsere Liebe Frau im Walde) sowie eine Mittelschule in St. Felix.

## Verkehr
Für den Kraftverkehr ist die Gemeinde in erster Linie durch die SS 238 erschlossen, die St. Felix durchquert und Unsere Liebe Frau im Walde berührt.